# 藤原通季
藤原 通季（ふじわら の みちすえ）は、平安時代後期の公卿。権大納言・藤原公実の三男。官位は正三位・権中納言。大宮と号す。西園寺家の祖で、西園寺通季と表記する場合もある。

## 経歴
以下、『公卿補任』、『尊卑分脈』の内容に従って記述する。
- 承徳2年（1098年）1月6日、叙爵。
- 康和元年（1099年）1月23日、越中権守に任ぜられる。
- 康和2年（1100年）1月28日、右兵衛佐に任ぜられる。7月24日には昇殿を許される。
- 康和3年（1101年）1月5日、従五位上に昇叙。
- 康和4年（1102年）1月5日、正五位下に昇叙。
- 康和5年（1103年）1月28日、左少将に任ぜられ美作守を兼ねる。
- 長治元年（1104年）4月2日、従四位下に昇叙。
- 嘉承元年（1106年）1月5日、従四位上に昇叙。11月14日には父・公実の喪に服す。
- 嘉承2年（1107年）1月24日、復任する。7月19日には新帝践祚（鳥羽天皇）に当たり昇殿を許される。12月24日、正四位下に昇叙。
- 天永2年（1111年）1月23日、左中将に転任し蔵人頭に補せられるが、中将と美作守は止められる [1] 。
- 天永3年（1112年）1月26日、備前権守を兼ねる。
- 永久3年（1115年）4月28日、参議に任ぜられる[2]  。8月13日、左中将を兼ねる。
- 永久4年（1116年）1月30日、近江権守を兼ねる。
- 永久5年（1117年）11月16日、従三位に叙される。
- 元永元年（1118年）1月26日、中宮権大夫を兼ねる。
- 保安3年（1122年）1月23日、権中納言に任ぜられる[3] 。12月21日には左衛門督を兼ねる[4]。
- 天治元年（1124年）11月24日、中宮が女院（待賢門院）となったため中宮権大夫を止める。
- 大治3年（1128年）1月5日、正三位に昇叙。同年6月17日、薨去。

## 閑院流の嫡流問題
蔵人頭、参議への補任はともに異母兄の実行と同時であったが、父公実があらかじめ定めていた嫡庶の順により通季が上首とされた。代々、閑院流の正嫡に伝えられる牛車を公実から相続したという。実際に公実が通季を嫡子と決めていたことを示す資料が残っていないため判断は難しい。
通季の死後、閑院流の中では暫く実行、実能の子孫が権勢を強めたが、通季の曾孫に当たる公経が鎌倉時代初期に西園寺家を創始することになる。

## 系譜
- 父：藤原公実
- 母：藤原光子 - 藤原隆方の娘[6]、従二位。堀河天皇乳母
  - 同母妹：藤原璋子 - 待賢門院。鳥羽天皇中宮、崇徳天皇・後白河天皇母
- 妻：藤原忠教の娘
  - 男子：藤原公通（1117-1173）
  - 男子：藤原公重（1118-1178） - 藤原実能の養子
- 生母不明の子女
  - 男子：公延（1120-1163）[7]
  - 女子：藤原経定室
  - 女子：藤原経定室
  - 女子：廊御方 - 徳大寺実能室
- 猶子
  - 男子：藤原公長 - 藤原俊忠の子